# L.A. Rebellion
Le mouvement cinématographique de L.A. Rebellion, parfois appelé Los Angeles School of Black Filmmakers, ou la UCLA Rebellion fait référence à la génération de jeunes cinéastes africains et afro-américains qui ont étudié à la UCLA Film School de la fin des années 1960 à la fin des années 1980. Ils ont créé un cinéma noir de qualité offrant une alternative au cinéma hollywoodien classique,,,,.

## Contexte
En juin 1953, Ike Jones est le premier Afro-Américain à obtenir son diplôme de la UCLA Film School. Au cours des 15 années suivantes, le nombre de cinéastes afro-américains reste faible. L'un d'entre est Vantile Whitfield (en). Il fonde la Performing Arts Society de Los Angeles en 1964 et obtient un master à l'UCLA en 1967. À la fin des années 1960, en raison de l'action positive, le nombre d'étudiants noirs augmente. À l'université le Los Angeles, Elyseo J. Taylor, enseignant africain-américain facilite l'accès des étudiants au département de cinéma.
Charles Burnett, étudiant en ingénierie qui fréquente le Los Angeles City College, et Haile Gerima, un cinéaste éthiopien récemment installé à Chicago, font partie de cette nouvelle génération d’artistes. Contrairement à leurs prédécesseurs, ils se détournent des conventions hollywoodiennes et sont influencés par des films d'Amérique latine, le néoréalisme italien, des films d'art européens et le cinéma émergent d'Afrique. Charles Burnett, Haile Gerima font partie des premiers de ce que l’on a appelé l’école des cinéastes noirs de Los Angeles,.
À la suite des émeutes de Watts et d’autres troubles sociaux, comme la fusillade en 1969 sur le campus de UCLA impliquant l’organisation américaine de Ron Karenga, Charles Burnett et plusieurs étudiants de couleur aident l’université à lancer un programme d’études ethnographiques. Elyseo J. Taylor, seul instructeur noir à la UCLA Film School au début des années 1970, joue un rôle important dans ce programme.
Teshome Gabriel, chercheur en cinéma et historien, commence à enseigner à UCLA en 1974 et devient à la fois un collègue et un mentor pour de nombreux cinéastes associés au mouvement.

## Identification du mouvement
Clyde Taylor, spécialiste du cinéma, a inventé le terme L.A. Rebellion pour décrire les cinéastes,.
Il s'agit de films mis en œuvre collectivement. La musique notamment le blues et le jazz ont une place importante. Les films décrivent une réalité sociale : racisme, condition des femmes noires, mouvement des droits civiques aux États-Unis des africain-américains. Cependant peu de cinéastes arriveront à poursuivre leur carrière dans le cinéma.
Au printemps 1997, Doc Films, une société de films gérée par des étudiants et basée à l’ Université de Chicago, organise l’une des premières rétrospectives de films de L.A. Rebellion. Jacqueline Stewart, professeure agrégée à l'université, aide à coordonner le programme. Cette série comprenait des œuvres de Charles Burnett, Haile Gerima et Julie Dash.
À l'automne 2011, les archives cinématographiques et télévisuelles de l'UCLA ont programmé une grande rétrospective de ces films intitulée L.A. Rebellion: Creating a New Black Cinema. La série a été financée par la Getty Foundation dans le cadre de Pacific Standard Time: Art in LA 1945-1980,. Avant le programme, l'équipe de conservation de l'UCLA avait mené une histoire orale en identifiant près de cinquante cinéastes, dont beaucoup étaient restés invisibles pendant des décennies. Les papiers et les films des cinéastes ont été rassemblés et de nombreux films ont été restaurés avant la projection. Un catalogue a également été publié, L.A. Rebellion: Creating a New Black Cinema (Los Angeles, 2011), qui accompagne le programme de tournées dans plus de quinze villes d'Amérique du Nord et d'Europe.

## Personnalités du mouvement L.A. Rebellion

### Cinéastes
Un grand nombre des cinéastes énumérés ci-dessous, bien que principalement connus comme écrivains ou réalisateurs, ont exercé diverses fonctions dans des productions cinématographiques tout au long de leur carrière.
- Gay Abel-Bey
- Anita W. Addison
- Shirikiana Aina
- Don Amis
- Melvonna Ballenger
- S. Torriano Berry
- Carroll Parrott Blue
- Storme' Bright (Sweet)
- Charles Burnett
- Ben Caldwell
- Larry Clark
- Julie Dash
- Zeinabu irene Davis
- Pierre Desir
- Alicia Dhanifu
- Omah Diegu (Ijeoma Iloputaife)
- Jamaa Fanaka (en)
- Jacqueline Frazier
- Haile Gerima
- Alile Sharon Larkin
- Barbara McCullough
- Bernard Nicolas
- O.Funmilayo Makarah
- Thomas Penick
- Imelda Sheen (Mildred Richard)
- Monona Wali
- Grayling WIlliams
- Robert Wheaton
- Iverson White
- Billy Woodberry

### Personnes associées
Les personnes suivantes ont soutenu le travail de cinéastes de L.A. Rebellion en tant que mentors ou chercheurs:
- Clyde Taylor, critique de cinéma, a inventé la phrase "L.A. Rebellion" pour décrire ce mouvement
- Elyseo J. Taylor, cinéaste et instructeur à UCLA [10]
- Vantile Whitfield (en), ancien diplômé de la UCLA Film School afro-américain et fondateur de la Société des arts du spectacle de Los Angeles (PASLA)[7]
- Teshome Gabriel, chercheur en cinéma et professeur à UCLA [11]
- Ntongela Masilela, chercheur en cinéma
- Jacqueline Najuma Stewart, chercheuse en cinéma et professeure agrégée à la Northwestern University
- Allyson Nadia Field, professeure associée en études du cinéma et des médias et en études afro-américaines à UCLA
- Jan-Christopher Horak, directeur des archives cinématographiques et télévisuelles de l'UCLA

## Films remarquables de L.A. Rebellion
La liste chronologique ci-dessous présentent des courts et longs métrages des réalisateurs de L.A. Rebellion qui sont généralement considérés comme déterminants ou notables.
- Several Friends (1969) [15],[16]
- Single Parent Family: Images in Black (1976)
- Emma Mae (1976)
- Harvest: 3,000 Years (1976)
- Passing Through (1977)
- Killer of Sheep (1978)
- Bush Mama (1979)
- Penitentiary (1979)
- Water Ritual #1: An Urban Rite of Purification (1979)
- Ashes and Embers (1982)
- A Different Image (1982)
- Illusions (1982)
- Bless Their Little Hearts (1984)
- To Sleep with Anger (1990)
- Daughters of the Dust (1991)
- Sankofa (1993)
- The Glass Shield (1994)
- Adwa (1999)
- Compensation (2000)

## Influence
Un documentaire, Spirits of Rebellion: Black Cinema at UCLA, présente des interviews de nombreux cinéastes associés au mouvement. Dirigé par Zeinabu irene Davis, le film a été projeté le samedi 8 octobre 2011 dans le cadre de L.A. Rebellion: Creating a New Black Cinema,.
Quatre films de L.A. Rebellion ont été élus pour faire partie du registre national du film : Killer of Sheep (1990), Daughters of the Dust (2004), Bless Their Little Hearts (2013) et To Sleep with Anger (2017).

## Voir également
- Cinéma africain
- Blaxploitation
- Le cinéma cubain
- Nouvelle vague française
- Néoréalisme italien
- New Hollywood